# Chelsea (canção de The Summer Set)
Chelsea é uma música de pop punk da banda americana The Summer Set. A música está incluída no álbum de estreia da banda, Love Like This, e foi lançada como o primeiro single do álbum em 13 de outubro de 2009.
Em 5 de abril de 2011, em um episódio de Dancing with the Stars, a atriz Chelsea Kane e seu parceiro Mark Ballas dançaram um Cha-Cha-Cha com a música "Chelsea". No pacote "por detrás das cenas", Kane revelou que a canção foi escrita para ela por Brian Dales porque eles tinham tido um relacionamento.

## Faixas
| Download Digital |           |         |  |
| N.º              | Título    | Duração |  |
| 1.               | "Chelsea" | 4:08    |  |

## Lançamentos
| País           | Data                  | Formato          | Gravadora   |
| -------------- | --------------------- | ---------------- | ----------- |
| Estados Unidos | 13 de outubro de 2009 | Download digital | Razor & Tie |